# Cérilly (Côte-d'Or)
Cérilly é uma comuna francesa na região administrativa da Borgonha-Franco-Condado, no departamento de Côte-d'Or. Estende-se por uma área de 13,9 km². Em 2010 a comuna tinha 234 habitantes (densidade: 16,8 hab./km²).